# 리스크의 신
《리스크의 신》(일본어: リスクの神様 リスクのかみさま[*])은 2015년 7월 8일부터 9월 16일까지 매주 수요일 22:00 ~ 22:54에, 후지 TV 계열의 〈수요 22시〉 시간대로 방송된 일본의 텔레비전 드라마이다. 주연은 츠츠미 신이치.

## 캐스트

### 선라이즈 물산
사이교지 사토시 (47) - 츠츠미 신이치
위기 대책 실장.
카가리 카오리 (30) - 토다 에리카
전기부 주임.
유키 미노루 (35) - 모리타 고
위기 대책실 섭외 담당.
타네가시마 토시오 (45) - 후루타 아라타
위기 대책실 조사 주임.
타카라베 에이치 (60) - 시가 코타로
위기 대책실 부실장.
타치바나 유카 (37) - 야마구치 사야카
홍보부 주임.
하라다 키요시 (33) - 미츠시마 신노스케
약품부 주임.
텐도 토쿠마 (75) - 히라 미키지로
고문.
사카테 미츠키 (60) - 요시다 코타로
사장.
시라카와 세이치로 (58) - 코히나타 후미요
전무.

### 그 외
세키구치 타카오 (73) - 타나카 민
휠체어의 노인.

## 스태프
- 각본 - 하시모토 히로시
- 기획 - 나리카와 히로아키, 카토 타츠야
- 프로듀서 - 타카마루 마사타카
- 연출 - 이시카와 준이치, 죠호 히데노리, 키쿠카와 마코토
- 제작 - 후지 TV, 쿄도 TV
- 제작 저작 - 쿄도 TV

## 방송 일자
| 각 화                                                      | 방송일         | 부제                                                              | 연출            | 시청률 |
| ---------------------------------------------------------- | -------------- | ----------------------------------------------------------------- | --------------- | ------ |
| 제1화                                                      | 2015년 7월 8일 | 위기야말로 찬스… 나타난 수수께끼의 구세주!                        | 이시카와 준이치 | 7.0%   |
| 제2화                                                      | 7월 15일       | 식품에 이물질이 혼입・・・ 도산의 위기를 넘겨라!                  | 이시카와 준이치 | 6.8%   |
| 제3화                                                      | 7월 22일       | 아이돌과 차기 수상 2개의 스캔들… 감춰진 진실을 지켜라             | 죠호 히데노리   | 5.7%   |
| 제4화                                                      | 8월 5일        | 아름다운 바다를 구해라! 폭발 사고와 해양 오염…감춰진 죄란?        | 죠호 히데노리   | 5.0%   |
| 제5화                                                      | 8월 12일       | 유괴 사건을 해결해라! 목숨 건 궁극의 선택                         | 이시카와 준이치 | 4.8%   |
| 제6화                                                      | 8월 19일       | 도난당한 회사의 비밀 용의자는 11인의 동료!? 산업 스파이는 누구다? | 키쿠카와 마코토 | 4.9%   |
| 제7화                                                      | 8월 26일       | 집안 소동에 숨겨진 덫!? 회사 탈취를 구해라                        | 죠호 히데노리   | 3.9%   |
| 제8화                                                      | 9월 2일        | 카리스마 여사장의 거짓말 적자 은폐의 죄를 파헤쳐라                | 이시카와 준이치 | 4.7%   |
| 제9화                                                      | 9월 9일        | 절체절명에 빠진 여자, 폭로된 과거와 복수                          | 죠호 히데노리   | 3.7%   |
| 최종화                                                     | 9월 16일       | 위기야말로 찬스… 구세주의 진짜 목적이란?                          | 이시카와 준이치 | 4.7%   |
| 평균 시청률 5.1% (시청률은 칸토 지구·비디오 리서치사 조사) |                |                                                                   |                 |        |

- 첫회 15분 확대.
- 7월 29일은 휴지.
- 제4화는 30분 지연.
- 제9화는 45분 지연.
- 최종화는 5분 지연.